# Столбецкое сельское поселение
Столбецкое се́льское поселе́ние — муниципальное образование в Покровском районе Орловской области России.
Создано в 2004 году в границах одноимённого сельсовета.  Административный центр — село Столбецкое.

## География
Расположено на западе Покровского района.

## Население
| 2010 | 2012  | 2013  | 2014  | 2015 | 2016 | 2017 |
| ---- | ----- | ----- | ----- | ---- | ---- | ---- |
| 1107 | ↘1038 | ↘1035 | ↘1004 | ↘971 | ↘956 | ↘947 |
| 2018 | 2019  | 2020  | 2021  | 2023 |      |      |
| ↘939 | ↘919  | ↘916  | ↘767  | ↘734 |      |      |

## Населённые пункты
В состав сельского поселения (сельсовета) входят 20 населённых пунктов:
| №  | Населённый пункт  | Тип     | Население (чел.) |
| -- | ----------------- | ------- | ---------------- |
| 1  | Алексеевка        | село    | ↘272             |
| 2  | Андрияновка       | деревня | 1                |
| 3  | Берёзовая Роща    | деревня | 1                |
| 4  | Бобровка          | деревня | 15               |
| 5  | Верхняя Сергеевка | деревня | ↘91              |
| 6  | Вышне-Столбецкое  | деревня | 48               |
| 7  | Грачёвка          | деревня | 6                |
| 8  | Грязное           | деревня | 33               |
| 9  | Дубки             | посёлок | 69               |
| 10 | Емельяновка       | деревня | 21               |
| 11 | Золотой Рог       | посёлок | 11               |
| 12 | Ивановка          | деревня | 12               |
| 13 | Кубань            | деревня | ↘63              |
| 14 | Любовка           | деревня | 7                |
| 15 | Протасово         | деревня | 11               |
| 16 | Родионовка        | деревня | 1                |
| 17 | Столбецкое        | село    | ↘105             |
| 18 | Тимирязево        | деревня | ↘271             |
| 19 | Толстое           | деревня | 49               |
| 20 | Троицкое          | деревня | 14               |